# Steinhof (Duisburg)

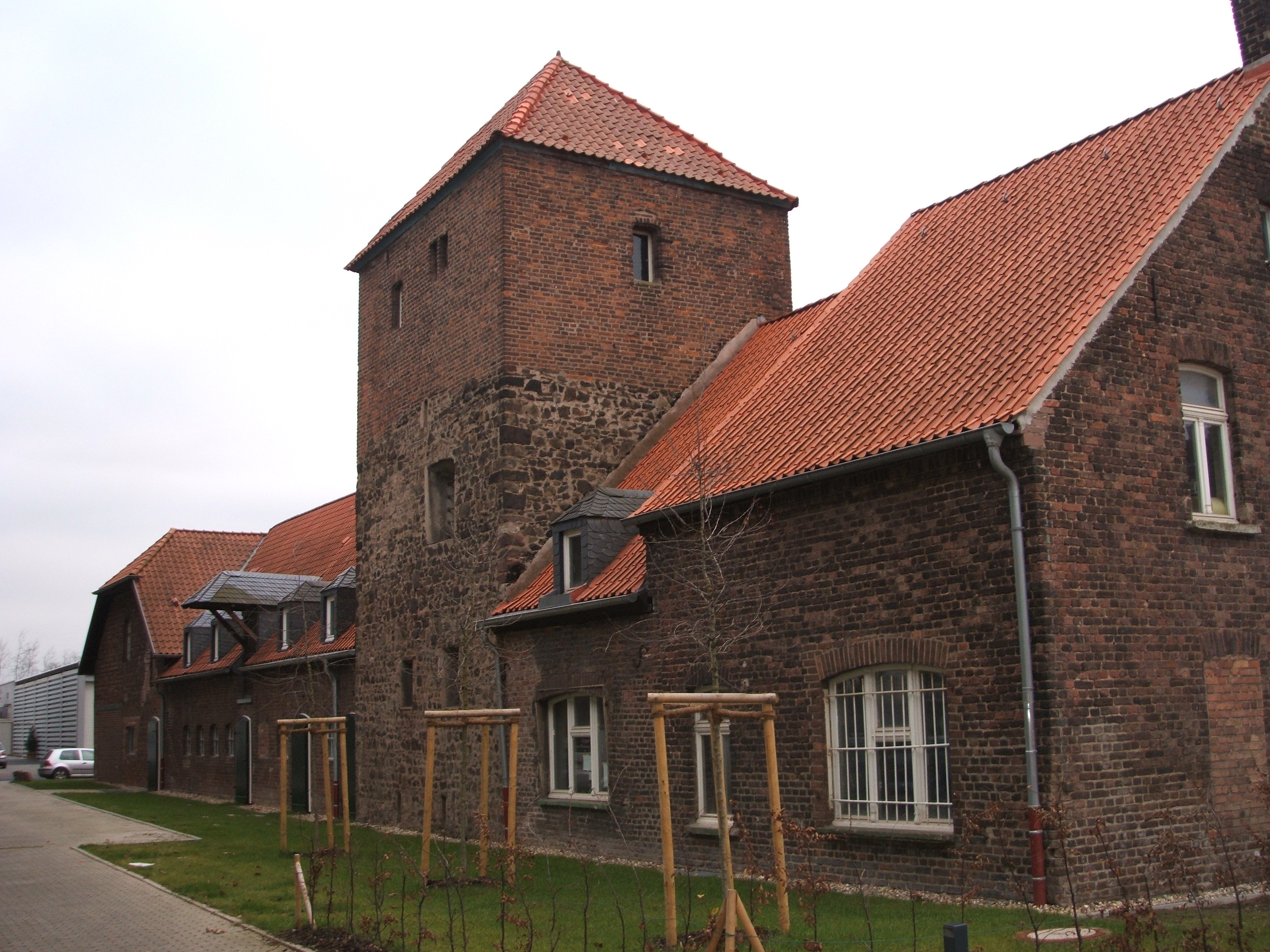
Steinhof Außenseite

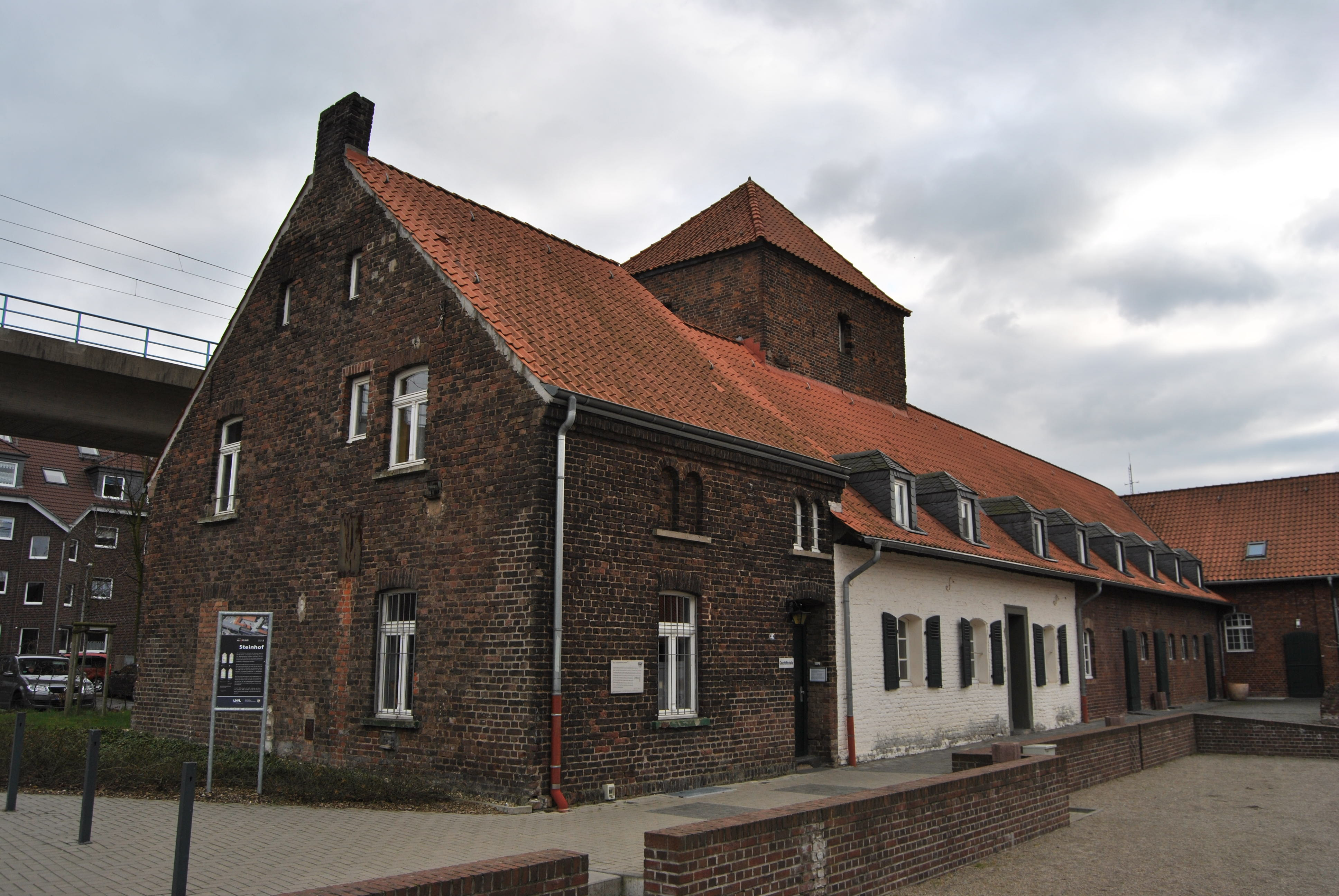
Steinhof Innenhof

Der Steinhof mit seinem Steinturm ist das älteste erhaltene Bauwerk Duisburgs und befindet sich im Stadtteil Huckingen an der Düsseldorfer Landstraße 347. Heute wird der Steinhof als Veranstaltungsort genutzt.

## Geschichte
Der mittelalterliche, u-förmige Hof, ursprünglich ein freies Rittergut, wird urkundlich erstmals im Jahr 1454 erwähnt. Zentrales Element ist ein nahezu quadratischer Wohnturm, dessen unterer Teil aus dem späten 12. Jahrhundert stammt. Das mittlere Geschoss wurde in der ersten Hälfte des 13. Jahrhunderts erbaut, das 2. Obergeschoss gehört in das späte 13./14. Jahrhundert. Heute wird er von Wohngebäuden aus dem 18. und 19. Jahrhundert umschlossen, an die sich südlich wiederum jüngere Gebäudeteile anschließen.
Die Lage des Steinhofs ist ungewöhnlich, da er nicht wie andere historische Gebäude in der Gegend, z. B. die Wasserburgen Böckum und Remberg, direkt am Angerbach, sondern an der Landstraße zwischen Kaiserswerth und Duisburg liegt. Die mit dem Steinhof verbundenen Raubrittersagen sowie die Vermutungen, dass er einst im Sumpf gestanden hat und einen Tunnel zum nicht fernen Haus Böckum besaß, konnten archäologisch bisher nicht nachgewiesen werden. Auch die Beziehung zum nahe gelegenen Dorf Huckingen ist bisher nicht geklärt. Vermutet wird, dass es sich beim Steinhof inkl. Turm um eine Straßen- und zeitweilige Zollstation handelt.
Eigentümer des Steinhofs waren der Duisburger Bürger Adolf (Ailf) Tacken (um 1450), Rütger von Galen und seine Gattin Elsgen von Kalkum (Calicheim) (bis 1454), das Kapitel des St. Lambertusstiftes Düsseldorf (1454–1805), die Staatliche Domänenverwaltung (1805–1819), die Grafen von Spee (1819–1949) sowie die Stadt Duisburg (seit 1949).
Nachdem auf dem Steinhof im Jahr 1971 der landwirtschaftliche Betrieb eingestellt wurde, drohte der Hof zu verfallen. Nur knapp konnten engagierte Bürger 1970/1971 verhindern, dass die Gebäude für eine Schnellbahn-Hochtrasse zwischen Düsseldorf und Duisburg abgerissen wurden. Im Frühjahr 1999 konnten verschiedene Huckinger Vereine die Stadt Duisburg sowie das Land Nordrhein-Westfalen von ihrer Idee eines Bürgerhauses überzeugen. Nach Gründung des Trägervereins Bürgerhaus Steinhof Huckingen am 31. Mai 1999 konnten die Umbauarbeiten starten. Diese wurden über die Jahre durch einen größeren Landeszuschuss, freiwillige Arbeitsgruppen der beteiligten Vereine sowie ABM-Arbeitskräfte des Arbeitsamtes unterstützt. Die Grundsteinlegung erfolgte am 9. März 2001.

## Heutige Nutzung
Inzwischen wird der Steinhof inklusive der angeschlossenen Festhalle für ca. 600 Personen rege genutzt. Der gemeinnützig anerkannte Verein Kultur- und Bürgerzentrum Duisburg Süd Steinhof Huckingen e.V. ist Pächter der Anlage und stellt durch die ehrenamtliche Tätigkeit der Mitglieder und Verantwortlichen den Betrieb sicher. Auch wird geprüft, ob im Steinhof ein Heimatmuseum eingerichtet werden kann, in dem ortsbezogene Ausgrabungsfunde aus der Eisen- und der Merowingerzeit sowie Fotos und andere Dokumente ausgestellt werden.